# Степь (Гомельская область)
Степь (бел. Стэп) — посёлок в Утевском сельсовете Добрушского района Гомельской области Республики Беларусь.

## География
В 31 км на юг от районного центра Добруш, в 45 км от Гомеля, в 1 км от железнодорожной станции Тереховка, расположенной на линии Гомель — Чернигов.

## Транспортная система
Рядом автодорога Тереховка — Гомель. В посёлке 131 жилой дом (2004 год). Планировка состоит из 2 прямолинейных параллельных улиц с широтной ориентацией, к ним с юга примыкает меридиональная улица. Застройка деревянными домами усадебного типа.

## История
Основан переселенцами из соседних деревень во второй половине XIX века. Наиболее активная застройка велась в 1920-е годы. В 1926 году в Утевском сельсовете Краснобудского района Гомельского округа, с 20 февраля 1938 года Гомельской области. В посёлке находилась школа.
В 1930 году организован колхоз «Степь», работала ветряная мельница.
Во время Великой Отечественной войны в сентябре 1943 года оккупанты полностью сожгли 93 двора и убили 2 мирных жителей. На фронтах погибли 32 жителя посёлка.
В 1959 году деревня входила в колхоз «Путь к коммунизму» с центром в деревне Уть.

## Население

### Численность
- 2004 год — 131 двор, 301 житель

### Динамика
- 1926 год — 89 дворов, 486 жителей
- 1940 год — 110 дворов, 360 жителей
- 1959 год — 50 жителей (согласно переписи)
- 2004 год — 131 двор, 301 житель